# Kościół św. Antoniego z Padwy w Pieszycach
Kościół świętego Antoniego z Padwy – rzymskokatolicki kościół parafialny należący do dekanatu Bielawa diecezji świdnickiej.

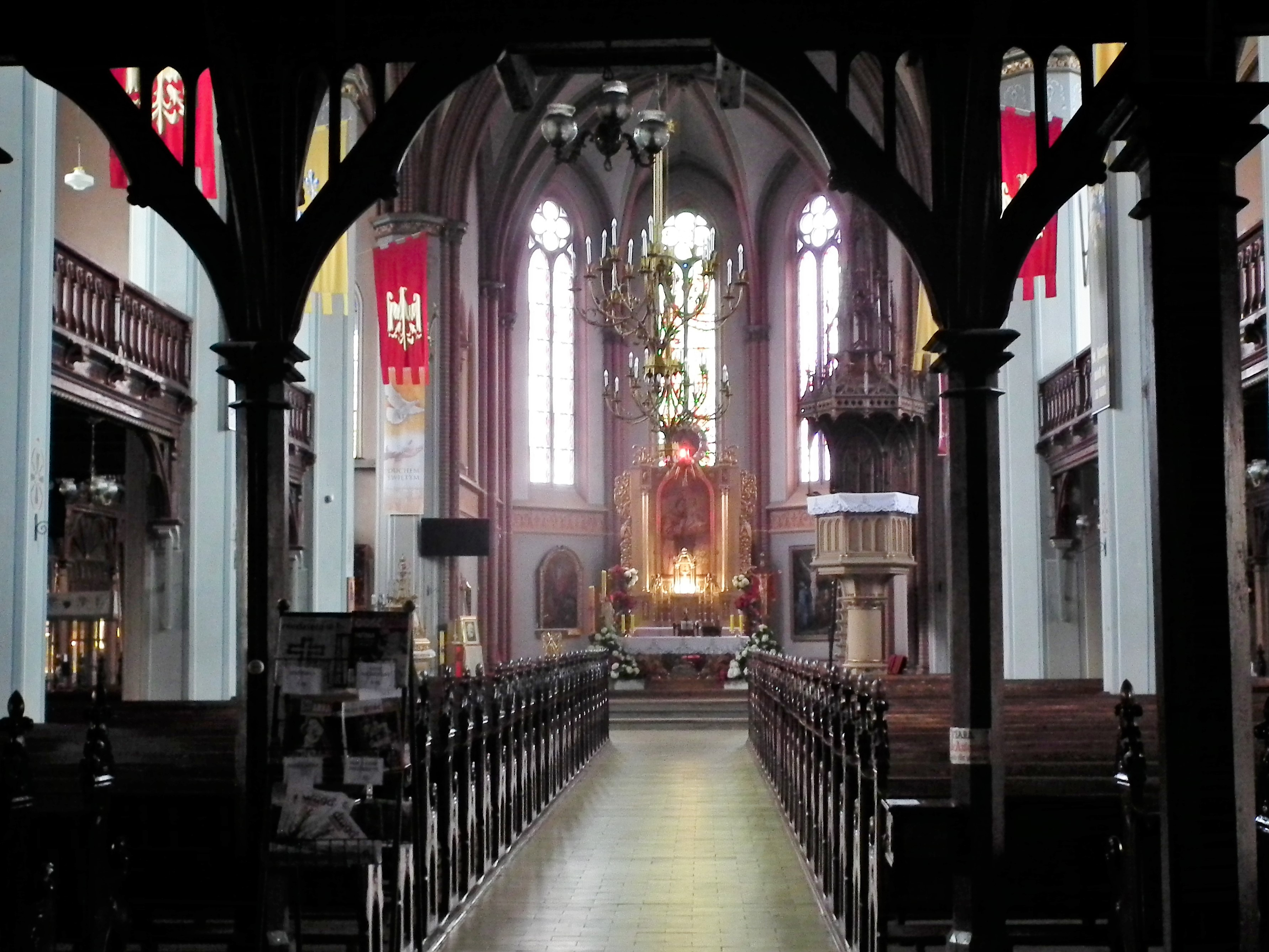
Wnętrze świątyni

Jest to świątynia poewangelicka wzniesiona w latach 1871 - 1875, restaurowana w latach 1972-1973, wybudowano ją na planie krzyża w stylu neogotyckim. Od strony zachodniej znajduje się strzelista wieża posiadająca smukłą iglicę hełmu i jednakową sygnaturką. Kościół jest otynkowany, narożniki i łuki otworów okiennych są wyłożone cegłą. Sterczyny i pinakle są wykonane z piaskowca. Okna zostały zaprojektowane w dwóch poziomach, z tym że dolny rząd składa się z małych okien bliźniaczych, górny - z dużych i wysokich konstrukcji. Do absyd jest dostawiona pięcioboczna, dużo niższa zakrystia, znajdująca się między szkarpami. Na miejscu tympanonu w wejściowym portalu jest umieszczona nieduża rozeta. Wnętrze jest podzielone na trzy nawy i cztery przęsła, posiada transept i empory między filarami. Wyposażenie budowli jest skromne, pochodzi z czasu budowy. Tylko barokowe antepedia ołtarzy bocznych zostały wykonane w  XVIII wieku.